# Datalogic
Datalogic S.p.A. è un’azienda italiana che opera a livello mondiale nei settori dell’acquisizione automatica dei dati e di automazione dei processi. Il gruppo è specializzato nella progettazione e produzione di lettori di codici a barre, mobile computer, RFID, sensori per la rilevazione, misurazione e sicurezza, sistemi di visione e marcatura laser. Le soluzioni Datalogic sono rivolte ai settori della Grande Distribuzione, Trasporti e Logistica, Industria Manifatturiera e Sanità.
I prodotti Datalogic sono utilizzati in supermercati e punti vendita, nei principali aeroporti, dai corrieri e dalle poste, dalle industrie e negli ospedali di tutto il mondo.
Il Gruppo Datalogic, la cui sede centrale è a Lippo di Calderara di Reno (Bologna), impiega circa 2.750 dipendenti nel mondo, distribuiti su 27 paesi, con stabilimenti di produzione e centri di riparazione in Stati Uniti, Ungheria, Slovacchia, Italia, Cina e Vietnam.
Datalogic ha un patrimonio di 1200 brevetti in diverse giurisdizioni, e investe ogni anno oltre il 10% del fatturato in Ricerca e Sviluppo.
Nel 2024 l’azienda ha registrato vendite per 493.8 milioni di Euro:
- EMEAI 54,30%
- AMERICAS 33,10%
- APAC 12,60%

Dal 2001 Datalogic S.p.A. è quotata al segmento STAR della Borsa Italiana con il simbolo DAL.MI.

## Storia
Datalogic viene fondata nel 1972 dall'ingegner Romano Volta nei locali del rettorato della Parrocchia di Quarto Inferiore, alla periferia di Bologna.
Inizialmente, la produzione è incentrata su dispositivi elettronici, ma presto l'azienda indirizza la propria attività verso la progettazione e produzione di sensori fotoelettrici per l'industria tessile, della ceramica e dell'imballaggio. Per necessità di espansione, lo stabilimento viene poi spostato presso l’attuale sede di Lippo di Calderara di Reno.
Il 26 giugno 1974 ha luogo la prima scansione di un codice a barre in un supermercato. Una confezione di gomme da masticare viene scansionata presso un negozio di Troy (nell'Ohio) con un “Magellan Model-A”: il primo lettore da banco al mondo è firmato Datalogic.
Solo due esemplari dell’originale scanner risultano ancora esistenti: uno conservato allo Smithsonian Institution di Washington e uno esposto nel museo all'ingresso di una delle sedi di Datalogic in America a Eugene, nell'Oregon.
Nel 1984, un lettore di codici a barre Datalogic viene utilizzato in un aeroporto, a Milano Linate, per lo smistamento dei bagagli: è il primo utilizzo registrato di un lettore di codici a barre per questo scopo.
La prima applicazione RFID al mondo in ambito postale risale al 1999, mentre nel 2000 viene lanciato sul mercato Shopevolution™, la prima soluzione di self shopping tramite computer palmare con lettore di codici a barre integrato.
L’8 giugno 2009 il Presidente Romano Volta, Cavaliere del Lavoro (nominato dal Presidente della Repubblica Italiana nel 1997), riceve dalle mani del Presidente della Repubblica Giorgio Napolitano il “Premio Imprese per l’Innovazione” quale azienda che ha saputo crescere in Italia e nel mondo attraverso investimenti in tecnologie e metodiche innovative.
il 23 novembre 2021 viene lanciato il progetto DATASENSING, che unisce la Business Unit Sensor & Safety e Machine Vision di Datalogic con M.D. Micro Detectors, società operante nella progettazione, produzione e vendita di sensori industriali acquisita nel febbraio dello stesso anno.

## Acquisizioni
| 1988                                     |
| ---------------------------------------- |
| Escort Memory Systems                    |
| 1997                                     |
| IDWare Mobile Computing & Communications |
| 2002                                     |
| Minec                                    |
| 2004                                     |
| Laservall                                |
| 2005                                     |
| PSC Inc.                                 |
| Informatics                              |
| 2008                                     |
| Datasensors                              |
| 2010                                     |
| Evolution Robotics Retail                |
| 2011                                     |
| PPT Vision                               |
| 2012                                     |
| Accu-Sort Systems Inc.                   |
| 2013                                     |
| Multiwave Photonics S.A.                 |
| 2015                                     |
| Partnership with CAEN RFID Srl           |
| 2017                                     |
| SOREDI Touch Systems GmbH                |
| Partnership with R4i Srl                 |
| 2021                                     |
| M.D. Micro Detectors S.p.A.              |
| 2022                                     |
| Pekat S.r.o.                             |

## Ricerca e sviluppo
I 10 centri R&D del gruppo Datalogic - con sede in Italia, USA, Vietnam, Cina e Repubblica Ceca – ospitano oltre 600 ingegneri, suddivisi in 8 team di riferimento:
| Mobile Computing                                        |
| Automation Products                                     |
| Hand-Held Devices                                       |
| Datalogic Labs (deep learning, vision systems, imaging) |
| Core Platforms                                          |
| Fixed Retail Scanner – Transportation & Logistics       |
| Operation Engineering Team                              |
| Integrated Solutions                                    |

## Premi e riconoscimenti
2007 eContent Award Italy
2008 European Excellence in Information, Communication & Technologies Award
2009 Premio Imprese per l’Innovazione
2009-2014 Certificazione “Top Employer”
2010 ID Innovation Italy Award
2012 CRF Special Award for Training and Development
2015 Award Investe São Paulo
2016 Italian Popai Award, RBTE Innovation Award
2017 Inspect Awards, Panorama "TOP 400 Employers 2018"
2018 Panorama "TOP 400 Employers 2019"

## Categorie di prodotti
La gamma dei prodotti Datalogic comprende:
| Lettori di codici a barre manuali, industriali, omnidirezionali a presentazione |
| Lettori di codici a barre da banco per supermercati                             |
| Mobile Computer con tastiera e touchscreen e per carrelli elevatori             |
| Sensori                                                                         |
| Barriere e scanner laser di sicurezza                                           |
| Sistemi di visione                                                              |
| Lettori di codici a barre per applicazioni OEM                                  |
| Dispositivi UHF RFID                                                            |
| Sistemi di marcatura laser formato standard                                     |

## Presidente e AD
Dal 1º gennaio 2017 l’amministratore delegato di Datalogic è Valentina Volta. Laureata in Economia e Commercio all'Università di Bologna e con un Master in Management conseguito presso l’Harvard Business School di Boston (USA), prima del suo ingresso in Datalogic, Volta ha lavorato per oltre 10 anni nel Gruppo Ferrero, con ruoli manageriali in ambito commerciale e marketing.
L’Ing. Romano Volta, fondatore dell’azienda, ricopre la carica di Presidente Esecutivo. Nominato Cavaliere del Lavoro del 1997, l’Ing. Volta è Presidente di Aczon S.r.l. (ricerca farmaceutica e biotecnologie) e di Hydra S.p.A.